# Alexei Alexejewitsch Gromow

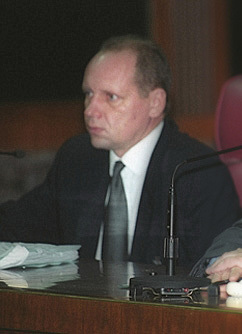
Gromow in Kuba

Alexei Alexejewitsch Gromow (russisch Алексей Алексеевич Громов; * 31. Mai 1960 in Sagorsk) ist ein russischer Politiker. Er ist der stellvertretende Stabschef der Russischen Präsidialverwaltung. Er bekleidet den Rang eines Wirklichen Staatsrats 1. Klasse der Russischen Föderation.

## Leben
Gromow studierte Geschichte an der Universität Moskau. Nach seinem Abschluss 1982 war er für die sowjetische und später für die russische Regierung im Außenministerium tätig. Seit 1996 arbeitet er direkt für den Präsidenten, zunächst in der Pressestelle, dann als Pressesprecher und seit 2008 als stellvertretender Stabschef.
Im Jahr 2012 wurde Gromow als Pressesprecher von Dmitri Sergejewitsch Beskow abgelöst. Er gilt als einer der engsten Vertrauten von Wladimir Putin und kontrolliert unter anderem das der russischen Regierung nahestehende Mediensystem. Die Chefs der großen russischen Fernsehsender werden bei Vorsprache in seinem Büro wöchentlich von ihm angewiesen, welche Berichterstattung und Themenbehandlung der Kreml wünscht. 2005 ließ er mit anderen den Auslandssender Russia Today gründen, er ist Förderer der Journalistin Margarita Simonjan.

## Querverbindungen und Sanktionen
Nach Manfred Quiring ist Gromow über Familienangehörige mit den Oligarchen Roman Abramowitsch und Oleg Deripaska verbunden. Sein Sohn sei von beiden zeitweilig an Firmen beteiligt worden, Anteile habe er wenig später für mehrere Millionen US-Dollar verkauft. Gromows Ehefrau habe mit Deripaska gemeinsam ein Bildungswerk zwecks Förderung von Mildtätigkeit gegründet.
Im März 2014 wurde Gromow von der US-Regierung und der EU auf Sanktionslisten gesetzt.